# Efekt Whittena
Efekt Whittena – efekt przyspieszonego pojawienia się rui u samicy oraz synchronizacji rui w grupie samic na skutek pojawienia się dojrzałego płciowo samca. Wesley Kingston Whitten wykazał, że u myszy i świnek morskich samice, które były odizolowane od samców, wchodzą w okres estrus w krótkim czasie po pojawieniu się samca zdolnego do rozrodu. Atraktant zawarty w moczu samca wywołuje i przyspiesza ruję samicy, a w grupie samic przebywających razem po pojawieniu się samca doprowadza do synchronizacji rui. 

## Literatura przedmiotu
1. Whitten WK. Modification of the oestrous cycle of the mouse by external stimuli associated with the male. J. Endocrinology. (1956) Jul;13(4)399-404. Journal code: 0375363. ISSN 0022-0795
2. Whitten WK. Effect of exteroceptive factors on the oestrous cycle of mice. Nature. 1957 Dec 21;180(4599):1436.
3. Gangrade BK, Dominic CJ. Studies of the male-originating pheromones involved in the Whitten effect and Bruce effect in mice. Biol Reprod. 1984 Aug;31(1):89-96.academic.oup.com
4. Whitten W.K. (1966) Pheromones and mammalian reproduction. Adv. Reprod. Physiol. 1:155-177.
5. Whitten WK, Bronson FH, Greenstein JA. Estrus-inducing pheromone of male mice: transport by movement of air. Science. 1968 Aug 9;161(841):584-5.